# Tangah
Tangah is een bestuurslaag in het regentschap Aceh Barat Daya van de provincie Atjeh, Indonesië. Tangah telt 882 inwoners (volkstelling 2010).